# امپراتور هند
امپراتوری هند  (در فارسی هند: قیصر هند) واژه‌ای بود که توسط پادشاهی بریتانیا در زمان راج بریتانیا از ۱۸۷۶ تا ۱۹۴۸ به شبه‌قاره هند گفته می‌شد. پس از جنبش استقلال‌طلبی هند موفق به کسب استقلال هند از بریتانیا شد، در دورهٔ انتقالی نیز پادشاه بریتانیا پادشاه قلمروهای مستقل هند و پاکستان باقی ماند.

## فهرست امپراتورهای و امپراتریس‌های هند
| نگاره | نام         | تولد           | مرگ            | سال آغاز امپراتوری | سال پایان امپراتوری                      | رابطه با شخص پیشین          | همسر               |
| ----- | ----------- | -------------- | -------------- | ------------------ | ---------------------------------------- | --------------------------- | ------------------ |
|       | ویکتوریا    | ۲۴ مه ۱۸۱۹     | ۲۲ ژانویه ۱۹۰۱ | ۱ مه ۱۸۷۶          | ۲۲ ژانویه ۱۹۰۱                           | پس از احلال کمپانی هند شرقی |                    |
|       | ادوارد هفتم | ۹ نوامبر ۱۸۴۱  | ۶ مه ۱۹۱۰      | ۲۲ ژانویه ۱۹۰۱     | ۶ مه ۱۹۱۰                                | پسر ملکه ویکتوریا           | الکساندرای دانمارک |
|       | جرج پنجم    | ۳ ژوئن ۱۸۶۵    | ۲۰ ژانویه ۱۹۳۶ | ۶ مه ۱۹۱۰          | ۲۰ ژانویه ۱۹۳۶                           | پسر ادوارد هفتم             | ماری تک            |
|       | ادوارد هشتم | ۲۳ ژوئن ۱۸۹۴   | ۲۸ مه ۱۹۷۲     | ۲۰ ژانویه ۱۹۳۶     | ۱۱ دسامبر ۱۹۳۶ بحران استعفای ادوارد هشتم | پسر جرج پنجم                |                    |
|       | جرج ششم     | ۱۴ دسامبر ۱۸۹۵ | ۶ فوریه ۱۹۵۲   | ۱۱ دسامبر ۱۹۳۶     | ۲۲ ژوئن ۱۹۴۸                             | برادر ادوارد هشتم           | الیزابت بووِز-لیون  |